# Mychal Judge
(Dialogo tra Judge e il sindaco Rudy Giuliani l'11 settembre 2001, mentre il primo si apprestava a dare il suo aiuto nella Torre Nord)
Mychal Judge, nato come Robert Emmett Judge (New York, 11 maggio 1933 – New York, 11 settembre 2001), è stato un francescano statunitense, morto durante gli attentati alle Torri Gemelle dell'11 settembre 2001.

## Biografia
Judge nacque a Brooklyn nel 1933 da una famiglia originaria dell'Irlanda; il padre, che gestiva uno spaccio, morì quando Robert aveva solo sei anni, e questi aiutò la madre e le sorelle con lavori umili. Sin dalla scuola elementare si offriva per fare il chierichetto, ed entrò nell'Ordine dei Francescani a 15 anni, facendo i voti di castità e obbedienza. Prese gli ordini a 27 anni, il 25 febbraio 1961, e gli vennero affidate parrocchie del New Jersey, afflitte da suicidi giovanili e dall'alcolismo. Mychal stesso entrò nella dipendenza dall'alcol, da cui però riuscì ad uscire; il 15 settembre 1978 rinunciò a bere. In questi anni difficili il sacerdote scoprì la passione per i pompieri. Una volta assegnato alla chiesa di San Francesco d'Assisi della 31ª Strada di Manhattan, Judge rimase molto vicino ai vigili del fuoco, e nel 1992 diventò loro cappellano; egli affermò:
(p. Mychal Judge)
Quando il volo TWA 800 esplose a Long Island, appena partito dall'aeroporto Kennedy, Judge celebrò la messa ogni giorno nell'hotel Ramada Inn, il luogo di incontro per i famigliari. Inoltre, celebrò un funerale per le vittime sulla spiaggia di Long Island, davanti all'oceano Atlantico, rendendo sacra l'acqua per le famiglie delle vittime.
Judge era omosessuale, ma ovviamente osservava il voto di castità; era abbastanza riservato su questo argomento, contrariamente al suo periodo da alcolista, ma il capo dei pompieri di New York, Thomas Van Essen, ricorda che assieme ci scherzavano molto. La sua omosessualità, da lui serenamente ammessa, assieme ad altri aspetti, tra cui la volontà di creare un centro di assistenza per i malati di AIDS e i suoi scherzi, lo resero sgradito ai suoi superiori.

### Gli attentati dell'11 settembre 2001 e la morte

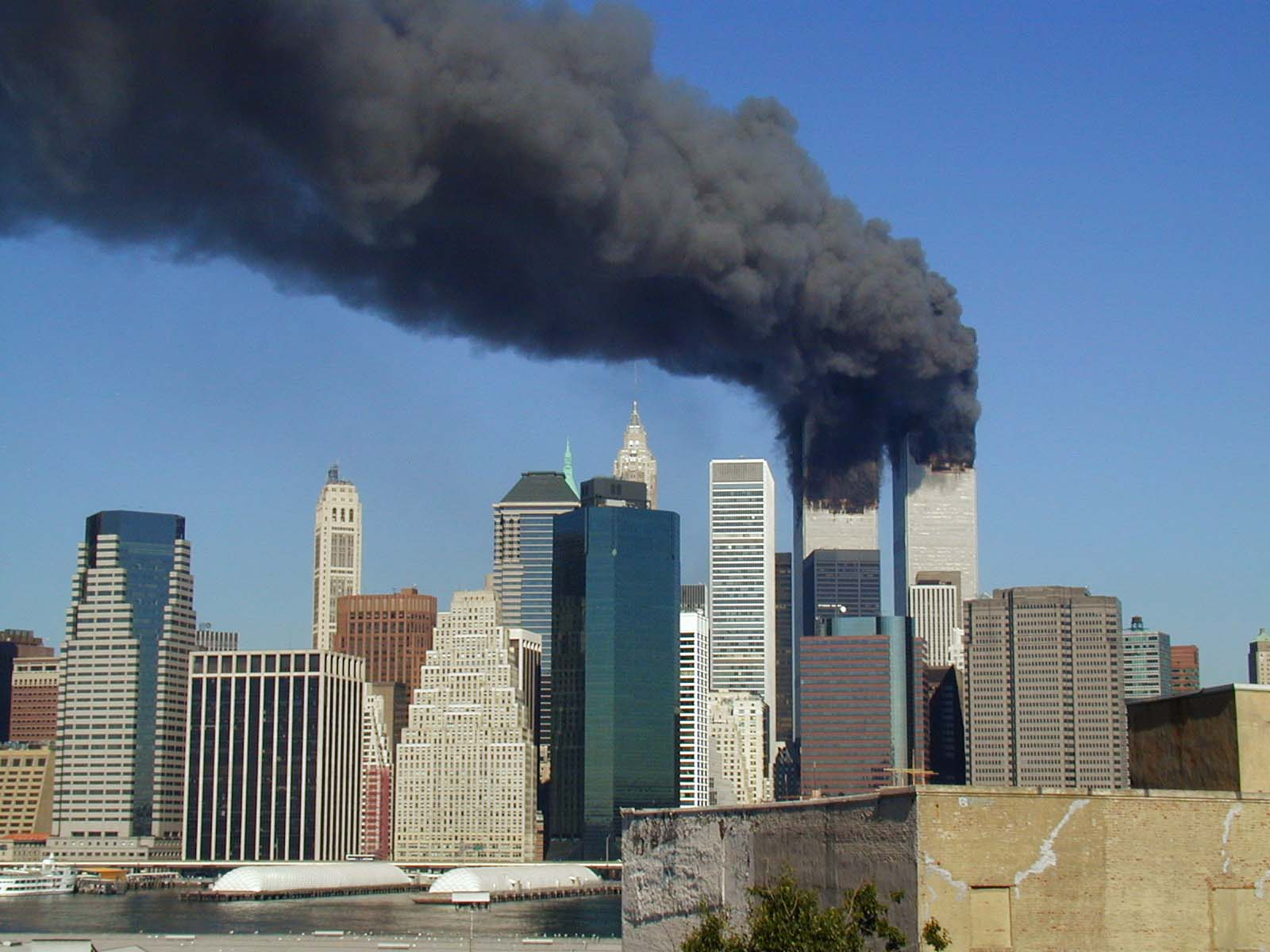
Una foto di Michael Foran dell'attentato

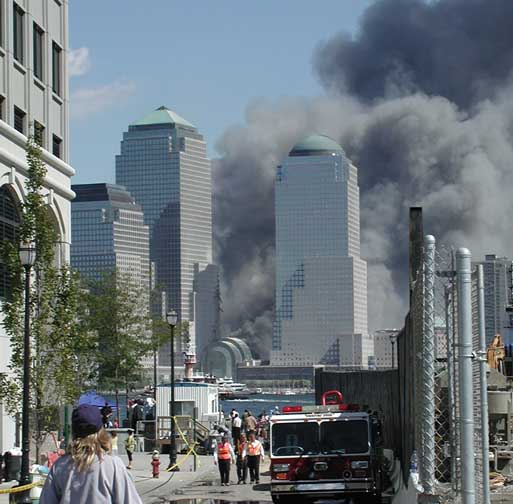
La Torre Nord crolla alle 10:28 dell'11 settembre, circa mezz'ora dopo la morte di Judge

Il 10 settembre 2001 Judge ridedicò una stazione ristrutturata del Bronx; in quest'occasione, descrisse il lavoro dei pompieri come "una mansione che è mistero e sorpresa", e invitò ad amarsi e a lavorare insieme. 
Il giorno seguente, alle 8:46 del mattino il primo aereo dirottato da Al Qaeda si schiantò contro il World Trade Center; il sacerdote accorse subito sul posto. In quei momenti, il sindaco Rudolph Giuliani gli chiese di pregare per loro; a questo il francescano rispose affermando di farlo sempre. Anche altri preti andarono sul posto, ma Mychal fu l'unico ad entrare nell'edificio, dove diede assoluzioni, pregò e diede assistenza fino alla morte. Quando venne ordinata l'evacuazione dell'edificio, il francescano si rifiutò di abbandonare le centinaia di pompieri là dentro. Sembra che Judge sia morto mentre dava l'estrema unzione ad un vigile del fuoco di cui era padre spirituale, ma ci sono alcuni dubbi sul fatto. In ogni caso, morì alle 9:59, quando la Torre Sud collassò, scagliando macerie verso la Torre Nord, in cui si trovava Judge, che morì colpito dai detriti, a causa di un trauma cranico, con una ferita sul retro della testa. Pochi minuti prima di morire, Judge si arrampicò sull'ammezzato, dove si trovavano dei vigili del fuoco feriti; mentre vedeva numerose persone cadere nella piazza, pianse chiedendo a Gesù di far finire subito quanto avveniva.
Judge è la prima vittima registrata degli attentati, poiché il suo fu il primo cadavere ad essere stato recuperato.

### Dopo la morte
(Parole presenti su un memoriale di Judge assieme ai suoi dati anagrafici)

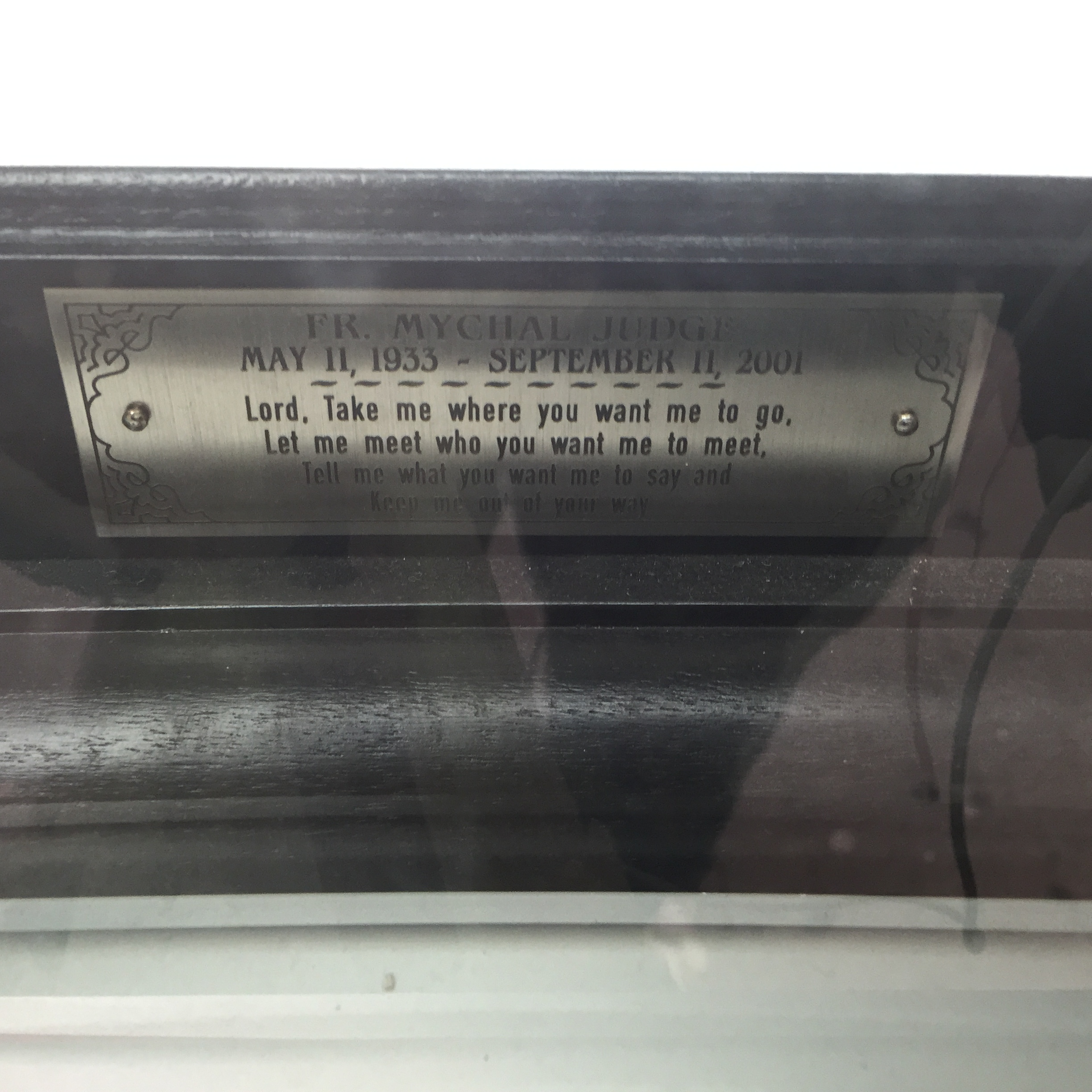
Foto dell'utente BrillLyle

La sua salma venne recuperata in buone condizioni; essa venne rivestita con un saio marrone ed esposta dal giovedì 13. Inizialmente, il suo corpo venne portato alla chiesa di San Pietro; in seguito venne portato alla caserma dei vigili della West 31st Street ed infine alla chiesa di San Francesco d'Assisi per la veglia e il funerale. A quest'ultimo, avvenuto il 15 settembre, hanno partecipato centinaia di persone, tra cui Bill Clinton con la figlia e la moglie. Nel corso del funerale, secondo il Corriere della Sera c'è stata una riconciliazione tra l'ex-presidente e Al Gore. Clinton aveva invitato una volta il frate alla Casa Bianca, per il suo impegno contro l'alcolismo; in quell'occasione, Judge aveva affermato che i fondatori dell'associazione nazionale anti-alcolismo avevano fatto per gli uomini "più di Madre Teresa", che il francescano aveva incontrato.
Circa un anno dopo la morte di Mychal Judge venne promossa una campagna per ottenere la beatificazione del cappellano, il cui slogan era St. Mychal. Si parla di tre miracoli avvenuti per intercessione del francescano, di cui uno avvenuto nel 1995. Tra i sostenitori della campagna c'era anche Rudy Giuliani, ex-sindaco di New York, che ha questo ricordo del francescano:
(Rudy Giuliani)

## Mychal Judge nella cultura di massa
Un film sul cappellano è Saint of 9/11, diretto da Glenn Holsten ed uscito nel 2006. Altri film sono Remembering Mychal e Victim 0001. Inoltre, sono stati scritti diversi libri su Judge, e parla di lui una canzone, Mychal, dei Black 47.